# Anna Kim
Anna Kim (ur. 10 września 1977 w Daejeon) – austriacka pisarka i poetka pochodzenia południowokoreańskiego, laureatka Nagrody Literackiej Unii Europejskiej w 2012 r.    

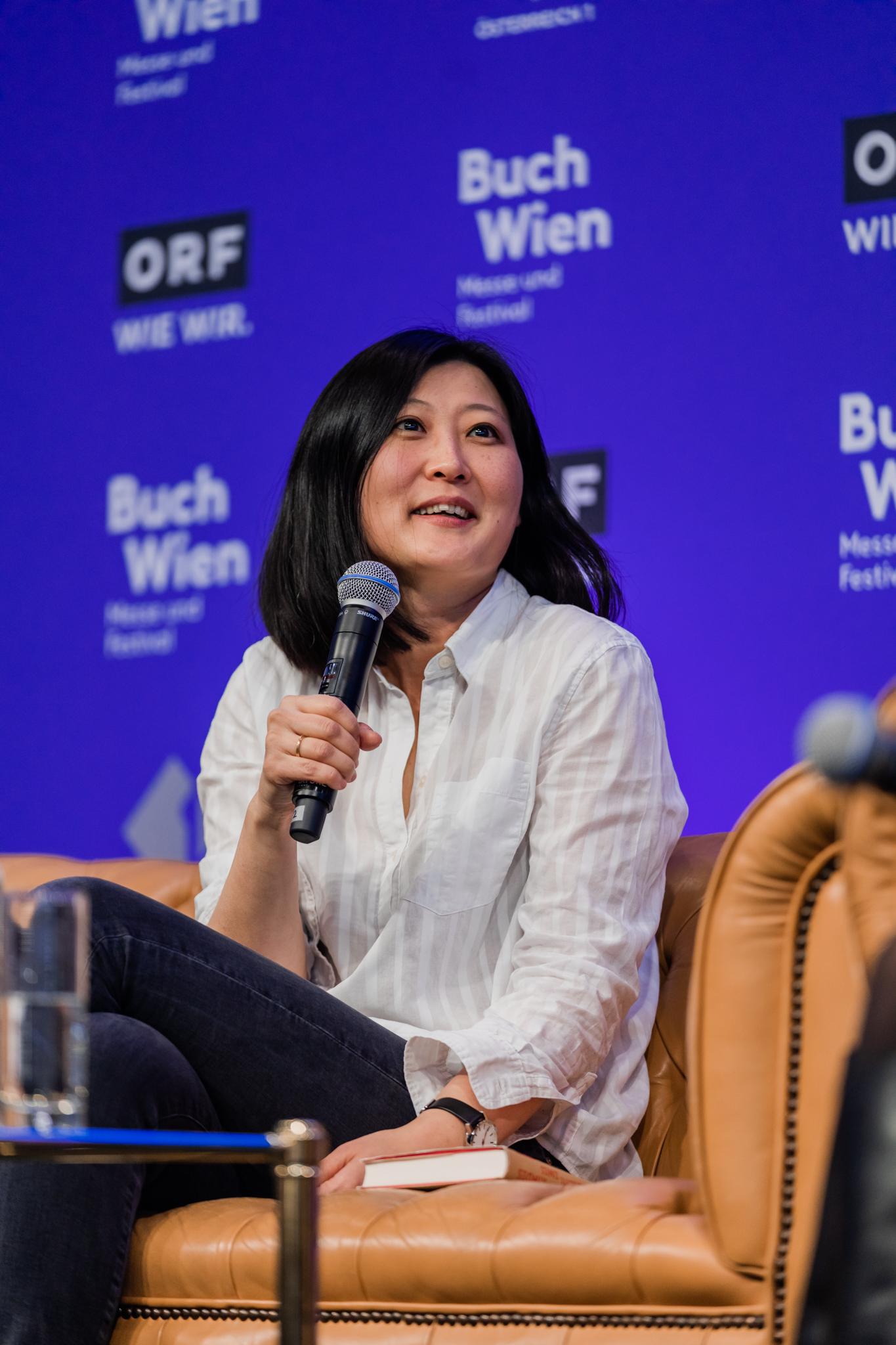
Anna Kim, 2022

## Biografia
Anna Kim urodziła się w Korei Południowej. Do Niemiec przyjechała z rodzicami w 1979 r. W latach 1978–1983 mieszkała w Brunszwiku i Gießen, a od 1984 r. w Wiedniu, gdzie uczęszczała do Gymnasium Wenzgasse. W latach 1995-2000 studiowała filozofię i teatrologię na Uniwersytecie Wiedeńskim. W latach 2000-2002 mieszkała w Londynie i Cambridge, po czym wróciła do Wiednia. Od 2000 r. jest członkinią Grazer Autorinnen Autorenversammlung. W 2004 r. otrzymała wiedeńskie stypendium literackie (Wiener Literatur Stipendium). 
Od 1999 r. publikowała swoje opowiadania, eseje i wiersze w różnych czasopismach literackich, m.in.: „manuskripte”, „Zwischenwelt”  i „Volltext”. W 2004 r. wydała pierwszą powieść Die Bilderspur. W 2005 r. wzięła udział w   W 2006 roku, wspólnie z artystką wizualną Ef Ablinger, opublikowała zbiór poezji Das Sinken ein Bückflug. W 2008 r. ukazała się druga powieść Die gefrorene Zeit, za którą otrzymała w 2012 r. Nagrodę Literacką Unii Europejskiej. W 2009 r. została wybrana do udziału w projekcie mitSprache unterwegs, zorganizowanym przez austriackie instytucje literackie, którego uczestnicy mieli napisać reportaż literacki z podróży. W 2009 i 2010 r. odwiedziła Grenlandię i napisała reportaż literacki Die Invasion des Privaten o postkolonializmie i tożsamości w Grenlandii. Ukazał się w 2010 r. w pracy zbiorowej mitSprache unterwegs. Literarische Reportagen. W 2012 r. ukazała się powieść Anatomie einer Nacht. W tym samym roku wydała książkę z opowiadaniami Fingerpflanzen, do której ilustracje stworzył norweski artysta Kristian Evju. W 2022 r. opublikowała książkę Geschichte eines Kindes, która nominowana do Niemieckiej Nagrody Książkowej i Austriackiej Nagrody Książkowej (Österreichischen Buchpreis) w tym samym roku. 

## Nagrody i wyróżnienia
- 2009: Nagroda im. Heinricha Treichla Austriackiego Czerwonego Krzyża[12]
- 2009: Stypendium im. Eliasa Canettiego[13]
- 2009: Stypendium HALMA, Europejska sieć centrów literatury[14]
- 2010: Stypendium im. Roberta Musila[13]
- 2012: Nagroda Literackiej Unii Europejskiej za Die gefrorene Zeit[4]
- 2017: Artist in Residence w Villa Sträuli w Winterthur[15]
- 2022: Nominierung für den Deutschen Buchpreis (Longlist) mit Geschichte eines Kindes[7]
- 2022 Nominierung für den Österreichischen Buchpreis (Shortlist) mit Geschichte eines Kindes[7]
- 2023 Nagrody Miasta Wiednia im. Vezy Canetti[13]

## Wybrana twórczość
- 2004: Die Bilderspur
- 2005: Hunde ziehen vorbei/Stray dogs drifting mit Bildern von Anna Stangl. Comet Books, Wien 2005
- 2008: Zamrożony czas, ory. Die gefrorene Zeit [16]
- 2011: Invasionen des Privaten
- 2012: Anatomia pewnej nocy, ory. Anatomie einer Nacht [17]
- 2015: Der sichtbare Feind. Die Gewalt des Öffentlichen und das Recht auf Privatheit
- 2017: Die große Heimkehr
- 2017: Fingerpflanzen. Mit und nach Bildern von Kristian Evju. Topalian & Milani Verlag, Ulm 2017
- 2022: Geschichte eines Kindes